# Zither

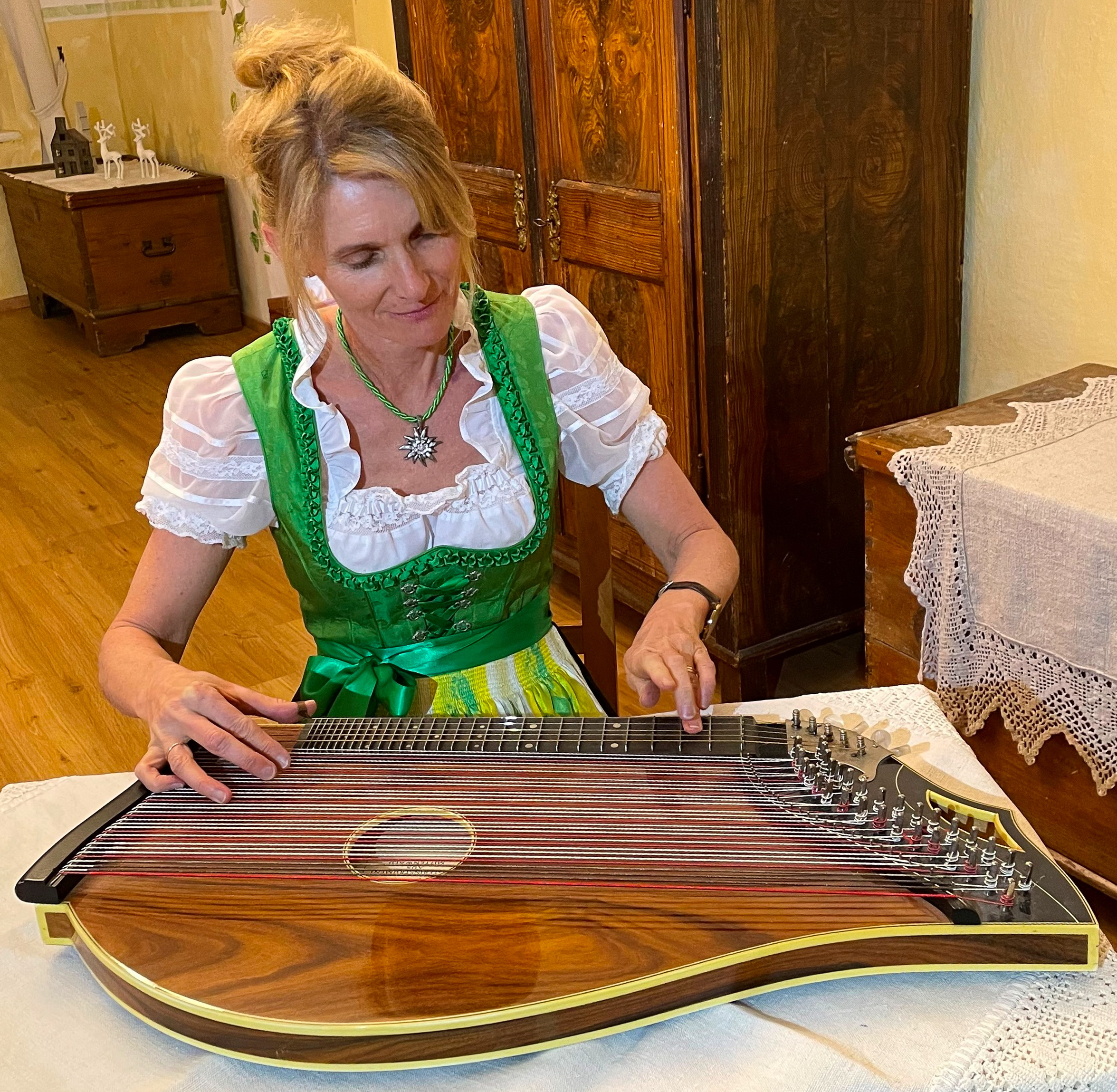
Alpenländische Zither in Salzburger Form in Österreich, gezupft mit einem Zitherring am rechten Daumen

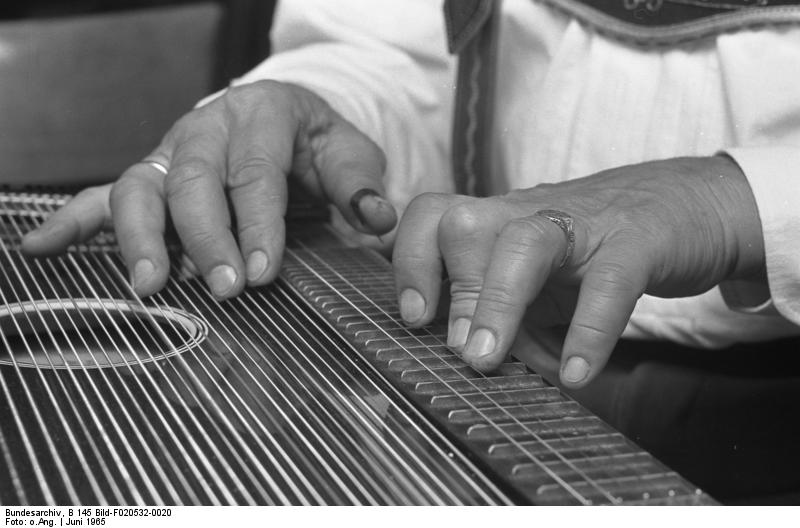
Spielweise einer Alpenländischen Zither. Zitherspieler Alfons Schmidseder, 1965

Zither ist ein organologischer (instrumentenkundlicher) Begriff für Saiteninstrumente (Chordophone), die aus einer oder mehreren Saiten bestehen, die zwischen festen Punkten über einem Saitenträger gespannt sind, der zugleich als Resonanzverstärker dient oder an dem ein ablösbarer Resonanzkörper befestigt ist. In der Hornbostel-Sachs-Systematik werden Zithern von zusammengesetzten Saiteninstrumenten unterschieden, bei denen Saitenträger und Resonanzkörper in einer ohne Zerstörung des Klangapparats unlösbaren Verbindung zusammengefügt sind. Zu dieser zweiten Gruppe gehören Lauteninstrumente und Harfen. Die meisten der weltweit vorkommenden Stabzithern, Röhrenzithern, Floßzithern, Schalenzithern, Brettzithern und Kastenzithern sind Zupfinstrumente.
Im engeren Sinn ist mit „Zither“ die in vielen Varianten hergestellte Alpenländische Zither gemeint, eine Kastenzither, die im 19. Jahrhundert aus einfacheren Vorläufern der bäuerlichen Tanzmusik als Volksmusikinstrument der alpenländischen Volksmusik entstand und mit zahlreichen anderen europäischen Zithern in Verbindung steht. Im ausgehenden 19. Jahrhundert hielt die Alpenländische Zither Einzug in die Salons des europäischen Bürgertums. Nach den Weltkriegen wurde ihre Bauweise bis zum heutigen Konzertinstrument in historischen Aufführungen und in der zeitgenössischen Musik weiterentwickelt.
Mit „Waldzither“, „Harzzither“, „Bergmannszither“ und weiteren regionalen Bezeichnungen sind keine Zithern gemeint, sondern zu den Lauteninstrumenten gehörende Cistern.

## Herkunft
Der Ausdruck Zither geht auf das griechische Wort Kithara zurück. Im Deutschen tritt es im 17. Jahrhundert in den Formen Cyther und Zitter auf, dies bezeichnete aber zunächst die lautenartige Cister (oder auch Cyster). Die antiken Griechen kannten einen Vorgänger der Zither, das Monochord. Aus dem europäischen Raum gelten das mittelalterliche Scheitholt und das Psalterium als Vorläufer der Zither. Ebenso sind viele Formen dieses Instruments in ganz Asien zu finden, so zum Beispiel in Ostasien die Wölbbrettzithern Guzheng in China, Koto und Wagon in Japan, Đàn tranh in Vietnam und Ajaeng in Korea. Die Kannel in Estland und die Kantele in Finnland sind Kastenzithern. Das Hackbrett und die Santur in Iran und Nordindien sind ebenfalls Kastenzithern, die nicht wie die meisten Zithern mit den Fingern oder einem Plektrum gezupft, sondern mit Klöppeln geschlagen werden.

## Alpenländische Zither

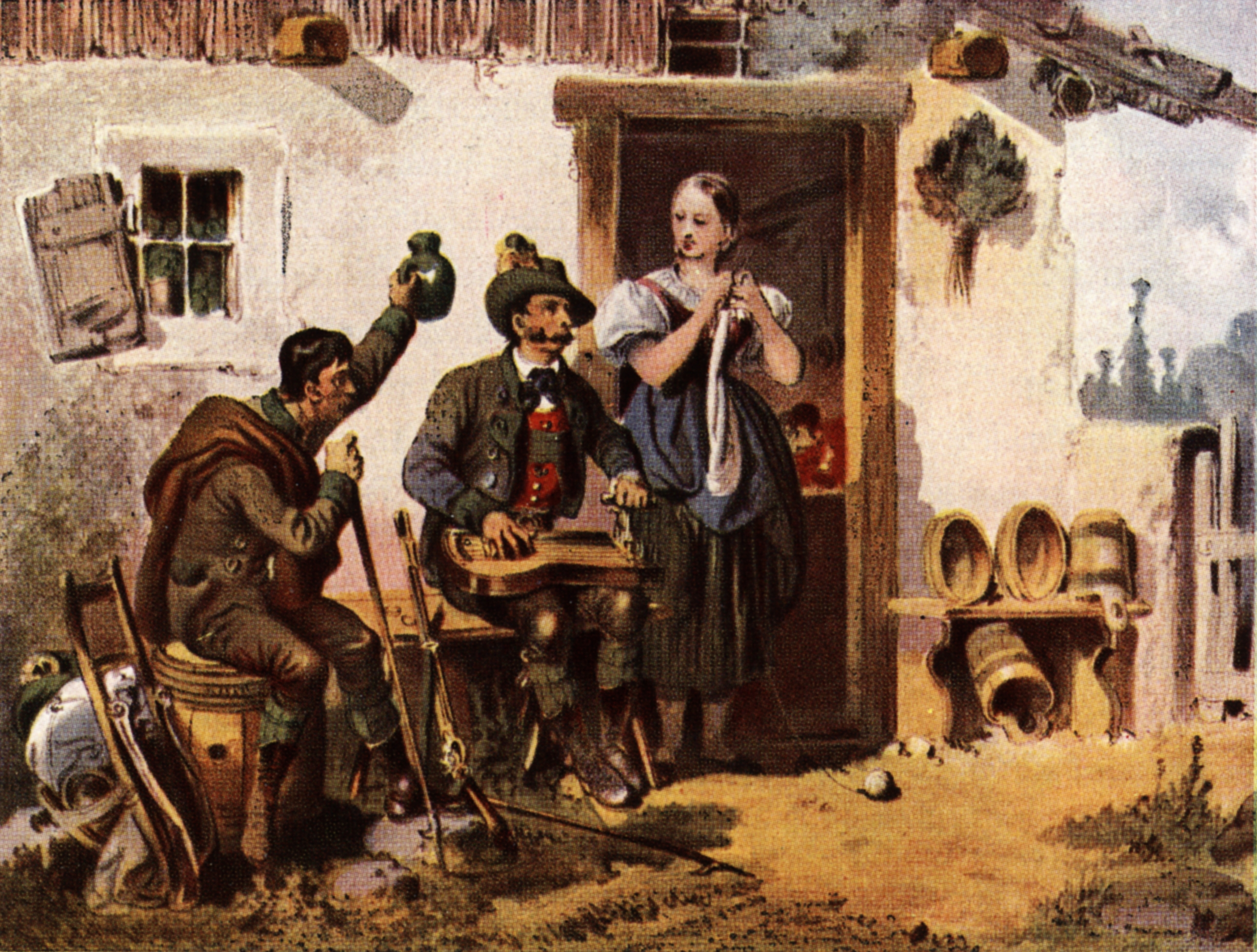
Zitherspieler beim Stimmen, vor 1850 im Ausseerland, Steiermark

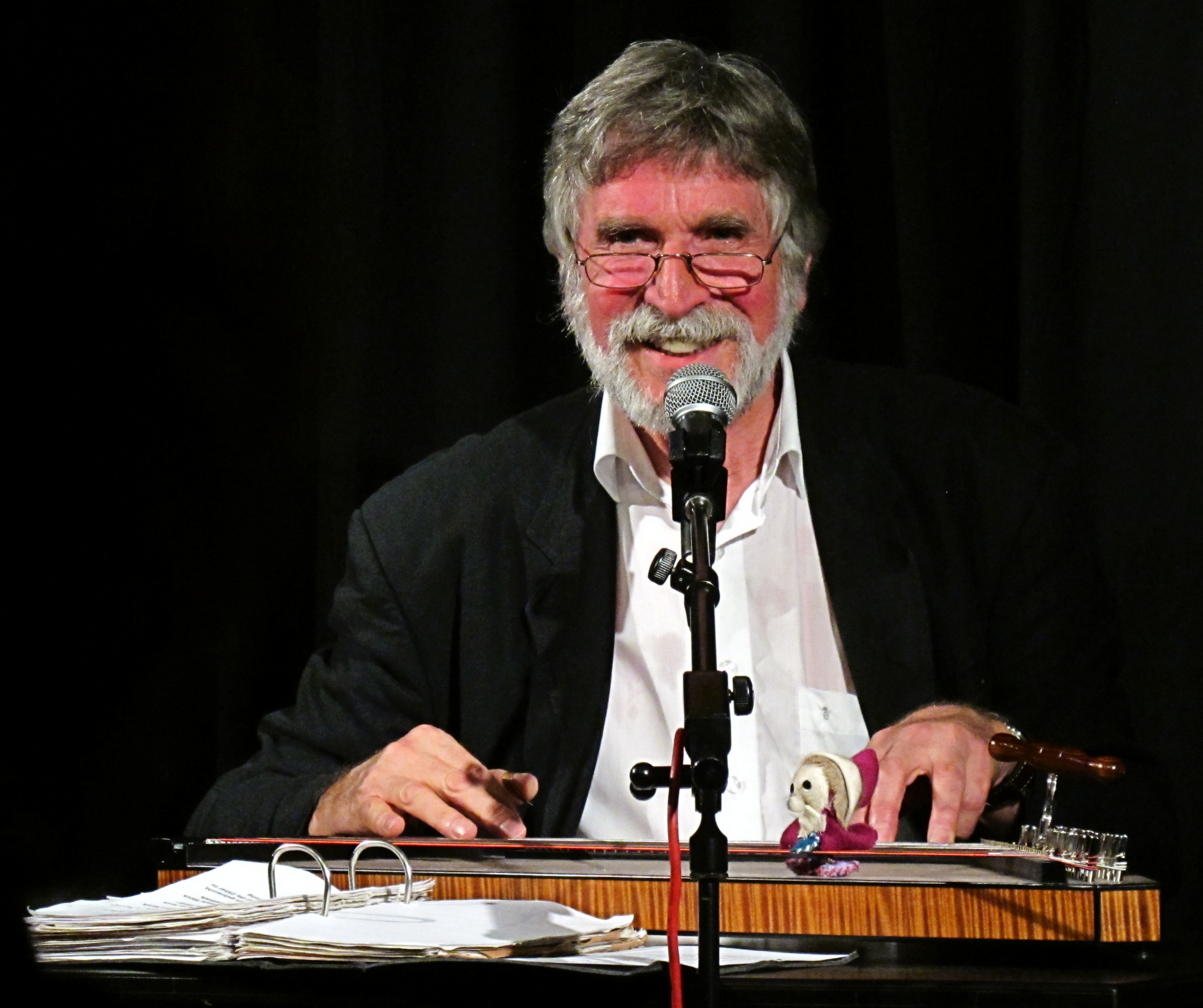
Zither-Manä

Eine der frühesten Beschreibungen eines Zither-Instruments im Alpenraum stammt von dem Schweizer Thomas Platter (1499–1582). Er berichtet, er habe sich in seiner Jugend Saiten auf eine Schindel gezogen, einen Steg darunter gemacht und die Saiten mit den Fingern angerissen. In „Syntagma musicum“ (1619) von Michael Praetorius wird ein Instrument dieser Art unter dem Begriff Scheit- oder Stückeholz erwähnt. Ein auf das Jahr 1675 datiertes Instrument aus Brixen hat die Form eines langen Rechtecks, zwei Spiel- und zwei Begleitsaiten und ein Griffbrett mit 14 Bünden. Erst zum Ende des 18. Jahrhunderts setzen lebhafte Anstrengungen zur Modernisierung des Instrumententypus ein, schwerpunktmäßig im Salzburger Raum und in Mittenwald.
Entscheidend für die Erfolgsgeschichte des Instruments im 19. Jahrhundert wurde Johann Petzmayer. 1803 in Zistersdorf geboren, wuchs er in Wien als Sohn eines Gastwirts auf und erlernte zuerst das Spiel auf der Violine, mit 16 Jahren dann auch auf der Zither. Seine Zither umfasste drei Melodie- und 15 Begleitsaiten und war das bevorzugte Instrument auf seinen ausgedehnten Konzertreisen. Auf seiner zweiten Deutschlandtournee 1836/37 hörte ihn der bayerische Herzog Max in Bayern, der Petzmayer daraufhin als Privatlehrer anstellte und ihm 1838 den Titel Kammervirtuose verlieh. Im selben Jahr veröffentlichte Nikolaus Weigel (aus Giesing bei München) seine Theoretisch-practische Zitherschule. 1838 begleitete Petzmayer Herzog Max auf einer Orientreise über Italien und Griechenland, um König Otto zu besuchen. In Ägypten musizierte er am Fuße der Pyramiden und komponierte auf einer Schiffsreise nach Assuan den Walzer Nilfahrt. Die Liebe zum Folkloristischen während der Biedermeier-Zeit bewirkte eine Blüte der Zither in Mitteleuropa, mit Entwicklung hin zu einem bürgerlichen Saloninstrument („Das Klavier des kleinen Mannes“). Schließlich wurden im ausgehenden 19. Jahrhundert Instrumente in hohen Stückzahlen hergestellt und weltweit exportiert, während sich in ganz Deutschland „Zither-Vereine“ gründeten, von denen einige noch heute bestehen.

## Konzertzither
Instrumententechnisch wurde der bisherigen Diskantzither 1851 durch Georg Tiefenbrunner eine sogenannte Alt- oder „Elegie“-Zither zur Seite gestellt, ein Instrument mit verlängerter Mensur und veränderter Stimmung (1 Quarte tiefer). Die erste Konzertzither der heutigen Bauform mit verlängerter Mensur wurde 1862 von Max Amberger in München gebaut. Um 1930 schuf Adolf Meinel sen. (1872–1953) in Markneukirchen eine Quintzither (1 Quinte höher) und eine Basszither (1 Oktave tiefer), die große Tradition des Zitherbaus wurde von seinem Sohn Adolf Richard Meinel (1910–2009) und wird von dessen Tochter Ulrike Meinel (* 1952) fortgesetzt.
Die letzten großen Neuerungen des Zitherbaus fanden im 20. Jahrhundert statt, vor allem durch die Entwicklung einer Zither „in Psalterform“ von Ernst Volkmann (Ingolstadt). Volkmann ließ seine Kenntnisse vom Geigenbau einfließen. Durch eine gespannte Decke für den Korpus, sowie durch die teils enorme Verlängerung der Mensuren verlieh er seinen Instrumenten einen kräftigen, sich durchsetzenden Klang, der vor allem für die Interpretation von barocken Transkriptionen und zeitgenössischer Musik von Vorteil ist. Ernst Volkmann reagierte mit seinen Veränderungen auf die Weiterentwicklung der Spieltechnik, der Literatur und auf die veränderten Bedürfnisse professioneller Spieler. Zahlreiche Instrumentenbauer griffen seine Bauweise auf und entwickelten sie auf ihre Art weiter.

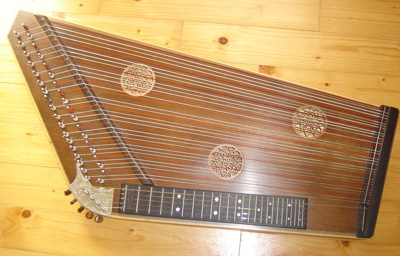
Moderne Konzertzither in Psalterform von Ernst Volkmann

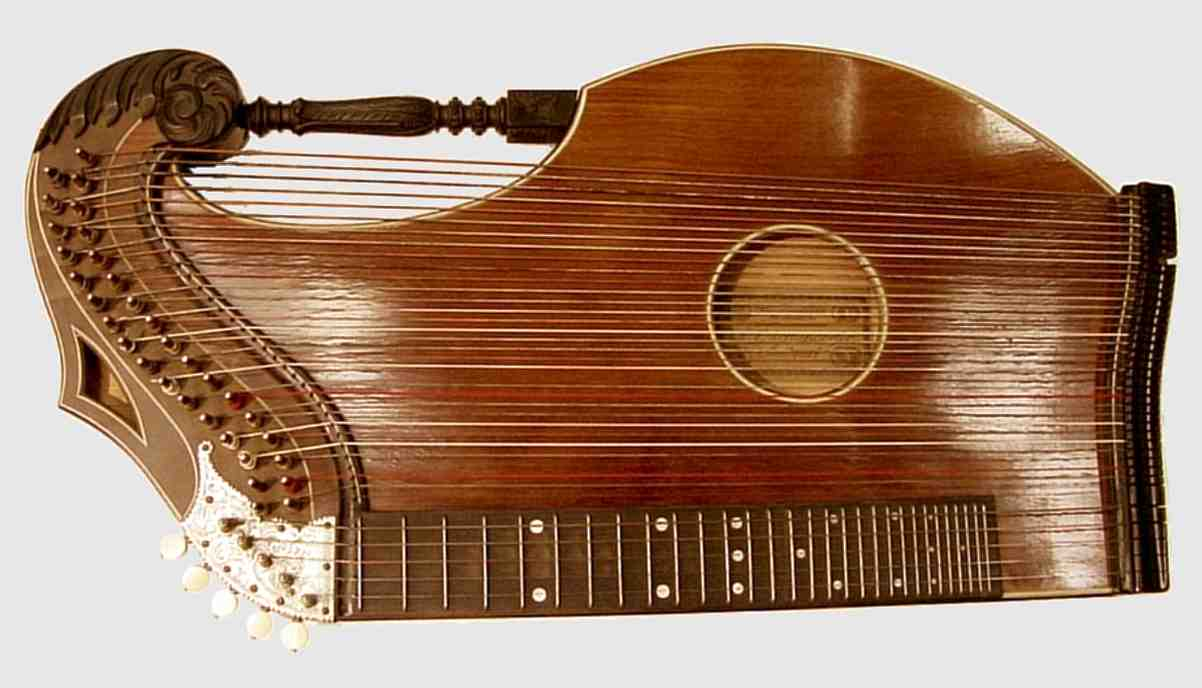
Harfenzither von A. F. Kochendörfer, Stuttgart, Anfang 20. Jahrhundert

Die Familie der Konzertzithern beinhaltet vier Instrumente, die sich bezüglich Tonlage und Bauweise voneinander unterscheiden. Die allgemein übliche Zither wird als Diskantzither bezeichnet. Davon abgeleitet sind die Alt- (eine Quarte tiefer) und Basszither (eine Oktave tiefer). Die seltenere Quintzither ist eine Quinte höher gestimmt als die Diskantzither. Die verschiedenen Typen werden oft zusammen im Ensemble (als Kammermusik oder in größeren Besetzungen) gespielt, wobei jedes Instrument als solches auch solistisch verwendet wird. Bis auf die Diskantzither werden die Instrumente transponierend notiert: Altzither in g (tief), Basszither oktavierend in c (tief), Quintzither in g (hoch). Dabei wird der gesamte Tonvorrat transponiert, wobei der jeweilige Tonumfang der Instrumente im Bereich von fünfeinhalb bis viereinhalb Oktaven variiert.

### Form und Spielweise
Die Grundform der Konzertzither besteht aus einem flachen Kasten, auf dem parallel zur Längsseite 5 Griffbrettsaiten und 27 bis 37 Freisaiten gespannt sind. Unter den Freisaiten befindet sich ein Schallloch. Unter den Griffbrett- oder Melodiesaiten liegt das Griffbrett, das mit chromatischen Bünden unterteilt ist. Neben der am häufigsten gespielten Diskantzither gehören auch die Quint-, Alt- und Basszither zur Familie der Konzertzithern. Letztere sind transponierende Instrumente.
Eine der verbreitetsten historischen Zitherformen ist die Salzburger Form, die eine Ausbuchtung an der dem Spieler abgewandten Seite des Instruments aufweist. Eine andere Bauvariante ist die Zither in Mittenwalder Form, die sich an der Symmetrie der Gitarre oder Leier orientiert: sie hat zwei Ausbuchtungen. Eine moderne Zitherform ist die Psalterzither, die um 1970 vom Instrumentenbauer Ernst Volkmann (* 1921) entwickelt wurde. Diese innovative Bauweise ist eine verbreitete Vorlage für viele heutige Konzertinstrumente, etwa die Modelle der Instrumentenbauer Kleitsch, Meinel, Wünsche und Ziegler.
Die Konzertzither hat zwei Spielbereiche: Die Griffbrett- oder Melodiesaiten und die Freisaiten (umgangssprachlich auch Begleitsaiten). Die Griffbrettsaiten werden mit einem Zitherring (Plektron) am Daumen der rechten Hand angerissen, während sie von den Fingern der linken Hand gegriffen werden. Die Freisaiten werden mit den Fingern der rechten Hand angezupft.

### Standardbesaitung
Für die Konzertzither gibt es bis heute zwei weit verbreitete Besaitungen, die sich sowohl in der Stimmung der Griffbrettsaiten, als auch in der Stimmung der Freisaiten (früher „Begleit“- oder „Akkordsaiten“, „Bass“- und „Kontrasaiten“) unterscheiden: Die Standardbesaitung („Normalstimmung“, früher umgangssprachlich auch „Münchner Stimmung“) ist die entwicklungsgeschichtlich jüngere und heute gebräuchlichste Anordnung der Saiten.
Die Griffbrettsaiten sind auf a’, a’, d’, g, und c gestimmt. Die Freisaiten (ursprünglich Begleit- und Basssaiten) sind in Quart-Quint-Folge nach einem System von Nikolaus Weigel (1811–1878) angeordnet und decken den Tonraum von f’ bis Kontra F lückenlos (vollchromatisch) ab. Die Kontrasaiten sind von F abwärts in chromatischer Folge gestimmt (die Anzahl der Kontrasaiten und damit der Tonumfang kann je nach Instrumentenmodell variieren). Die Anordnung im Quintenzirkel bewirkt, dass die Grundakkorde einer Tonart nahe beieinanderliegen und als Einzelklang oder Kadenzfolge bequem und schnell zu greifen sind. Die Abfolge der Griffbrettsaiten orientiert sich an der Quinten-Stimmung der Streichinstrumente, wobei die zusätzliche a-Saite ein bequemes Greifen von Akkorden in hoher Lage ermöglicht. Die Notation erfolgt üblicherweise in zwei Systemen (ähnlich dem Klavier): das Griffbrett im oberen (Violinschlüssel), die Freisaiten im unteren (Bassschlüssel).
Die Standardbesaitung wurde 1878 beim Kongress des Verbandes deutscher Zithervereine als Normalstimmung eingeführt. Damit verfolgten ihre Protagonisten auch das Ziel, auf der Zither das Spiel von klassischer Literatur zu erleichtern. Verbreitung fand die Normalstimmung durch namhafte Komponisten und Zitherspieler wie Johannes Pugh, Josef Haustein (1849–1926), Richard Grünwald (1877–1963) und viele andere.

### Wiener Besaitung
Die Wiener Besaitung wird heutzutage nur noch selten verwendet, meist für traditionelle Interpretationen der Wiener Salon- und der Schrammelmusik.
Die Griffbrettsaiten sind auf a’, d’, g’, g, und c gestimmt. Ein Merkmal der Wiener Besaitung ist die Hilfssaite g’ in der Mitte der Griffbrettsaiten. Der Freisaitenbereich der Wiener Besaitung unterscheidet sich von dem der Standardbesaitung in der Hauptsache durch den Umstand, dass sechs Saiten im Bassbereich (f, d, e, fis bzw. es und cis) eine Oktave tiefer gestimmt werden. Das teilt den Freisaitenbereich in zwei Tonbereiche (as’ bis gis und c bis Cis) und lässt ein Lücke von g bis cis. Die Kontrasaiten beginnen mit dem C und sind chromatisch abwärts gestimmt. Der gesamte Freisaitenbereich wird im Bassschlüssel notiert.
Die Wiener Stimmung wurde von Carl I. F. Umlauf (1824–1902) in seiner „Neuesten vollständigen theoretisch-praktischen Wiener Zitherschule“ (Wien 1859 bei Glöggl) festgehalten und propagiert. Er schreibt über die Griffbrettbesaitung, wie sie später in der Normalstimmung eingesetzt wurde: „Es giebt auch Zithern, wo die Griffbrettstimmung a’–a’–d’–g–c ist; diese Stimmung jedoch verwerfe ich ganz aus dem Grunde, weil nicht mehr Effekt damit erzielt werden kann als mit 4 Saiten, und dann gewöhnlich auf dem zweiten a’ gespielt wird, welches nie den schönen und kräftigen Ton hat, wie am Platze des ersten a’.“

## Scherrzither

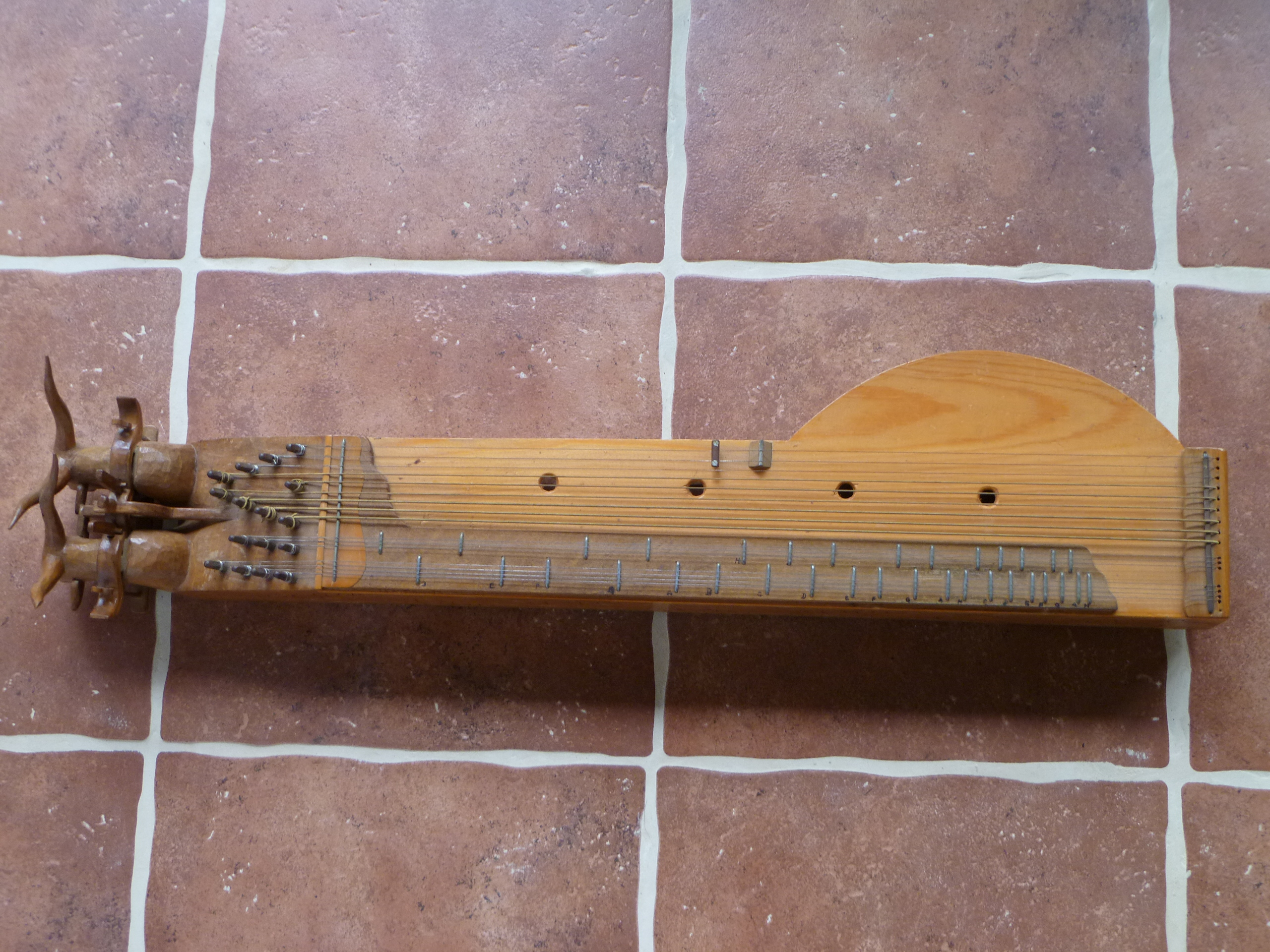
Scherrzither

Die Scherrzither, auch Kratzzither oder Schlagzither ist eine bäuerliche Zither mit diatonisch angeordneten Bünden, die in der alpenländischen Volksmusik auch heute noch verwendet wird. Insbesondere wird das Spiel mit der Scherrzither im Allgäu, im benachbarten Vorarlberger und Tiroler Raum, sowie in Oberbayern gepflegt. Typologisch entspricht der Scherrzither die ungarische citera.

## Akkordzither

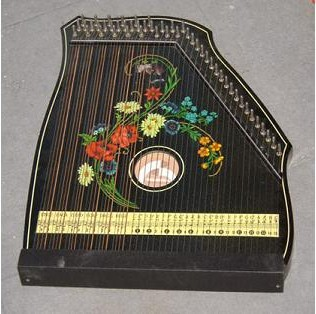
Gitarren- oder Akkordzither

Abweichend zu Bau- und Funktionsweise der Konzertzither sind die Gitarren- oder Akkordzithern. Als Laieninstrumente konzipiert und industriell gefertigt, haben sie kein Griffbrett, sondern ausschließlich frei schwingende, bzw. in Akkordgruppen angeordnete Saiten. Ein spezielles Notenblatt (Tabulatur als Unterlegnoten) wird unter diese gelegt, so dass das auch Unterleg-Zither genannte Instrument auch ohne Notenkenntnisse gespielt werden kann.

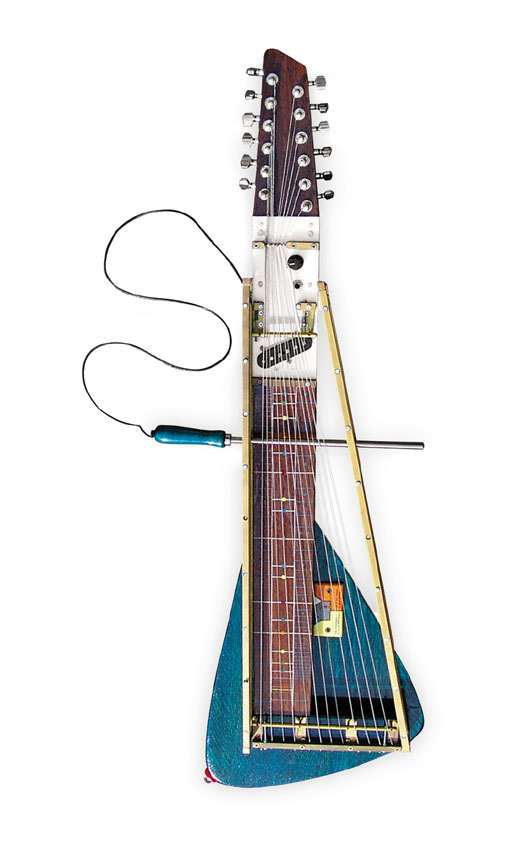
Abbildung eines Moodswingers, eine Third-Bridge-Gitarre oder -Zither

## E-Zither
Eine E-Zither ist eine Diskantzither mit eingebauten elektrischen Tonabnehmern wie bei einer E-Gitarre.
Der Moodswinger ist eine elektrisch verstärkte Flachbrettzither. Der Moodswinger hat daneben einen zusätzlichen dritten, beweglichen Steg. Der dritte Steg teilt die Saiten in zwei Teile mit unterschiedlichen Tonhöhen. Je nachdem, wo die Saite gezupft wird, erklingt zusätzlich ein Flageolettton.

## Komposition
In traditionellen Volksmusikensembles des Alpenraums (zum Beispiel in der sogenannten Stubenmusik) nimmt die Zither seit langem einen zentralen Platz ein. Gemeinsam mit der Gitarre dient sie oftmals auch als Begleitinstrument für den Gesang.
Vor allem im Zuge der Weiterentwicklung des Instruments nach dem Zweiten Weltkrieg wurden zahlreiche Bearbeitungen für Zither allein oder Zitherensembles aus allen Epochen der Musikgeschichte geschaffen. Die hohe klangliche Affinität zu den historischen Zupf- und Lauteninstrumenten beförderte diese Bewegung.
Besonders seit den 1980er Jahren erregte das Instrument mit seinen unverbrauchten Klangmöglichkeiten und erweiterten Spieltechniken auch das Interesse namhafter zeitgenössischer Komponisten, wie zum Beispiel Violeta Dinescu, Georg Friedrich Haas, Leopold Hurt, Mauricio Kagel, Peter Kiesewetter, Bernhard Lang, Dieter Schnebel, Christian Wolff und Walter Zimmermann.

## Ausbildung
Die Hochschule für Musik und Theater München bietet als einzige Hochschule in Deutschland einen Studiengang Zither sowie den Abschluss Bachelor of Music an. Weiterhin gibt es eine Ausbildung an der Zither an mehreren Berufsfachschulen. Auch in Österreich und Südtirol bieten Hochschulen einen entsprechenden Studiengang an.

## Systematik

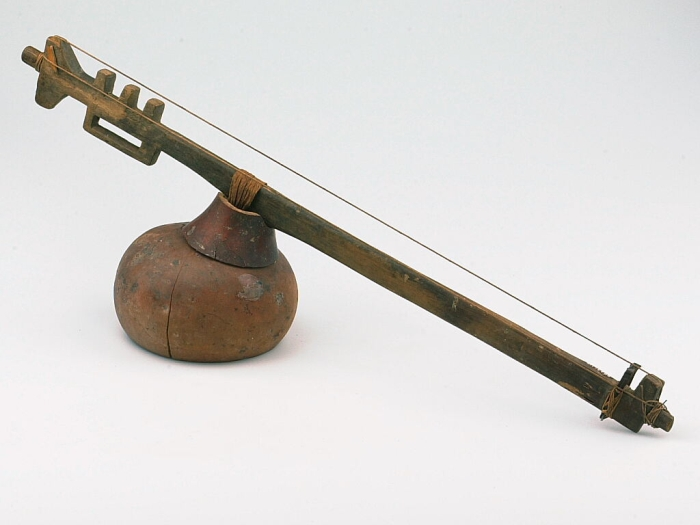
Plattstabzither zeze mit Kalebassenresonator. Zentrales Afrika. Tropenmuseum, Amsterdam, vor 1930

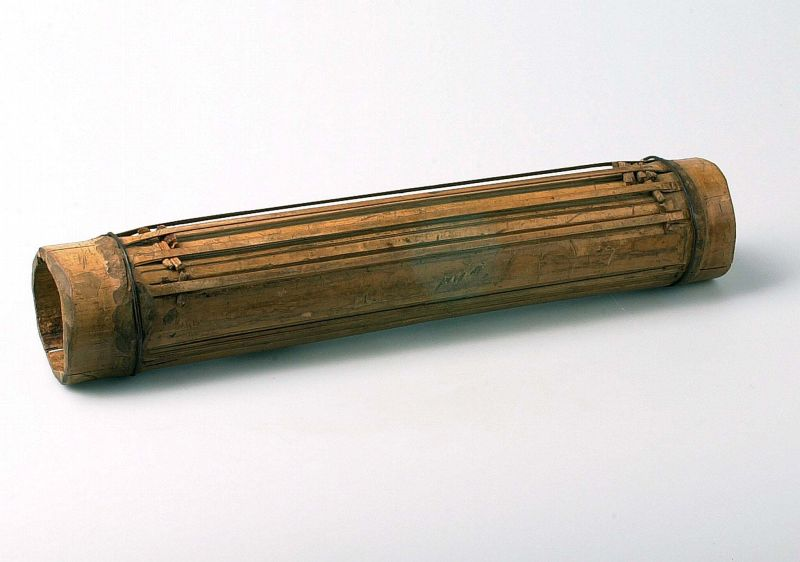
Tanggetong, vor 1936. Die idiochorde Röhrenzither aus Bambus wurde früher in der Musik der Batak zusammen mit der Bootslaute hasapi gespielt

- Stabzithern bilden die einfachste Klasse der Saiteninstrumente, bei denen eine oder mehrere Saiten über einen stabförmigen Saitenträger verlaufen. Unterteilt werden Stabzithern in der Hornbostel-Sachs-Systematik nach der Materialeigenschaft des Stabes in Musikbögen mit einem biegsamen und elastischen Saitenträger sowie in Musikstäbe mit einem massiven, geraden und starren Saitenträger. Die Resonanzkörper sind in beiden Gruppen abnehmbar, nur an einem Punkt mit dem Stab verbunden und bestehen häufig aus einer Kalebasse. Zu den Musikstäben zählen Ende des 1. Jahrtausends eingeführte Formen der indischen vina, zu denen die bis heute in der klassischen nordindischen Musik gespielte Rudra vina und die in der Volksmusik von Rajasthan verwendete jantar gehören. Typologisch andere Nachfahren sind in der indischen Volksmusik die einsaitige Stabzither tuila, in Nordthailand die zwei- bis fünfsaitige phin phia und in Kambodscha die einsaitige kse diev. Die beiden letztgenannten Instrumente gehören zu den auf dem südostasiatischen Festland verbreiteten Rundstabzithern, während im Malaiischen Archipel Plattstabzithern vorkommen. Der allgemeine Name für ein- und mehrsaitige Plattstabzithern in Ostafrika ist zeze.
- Röhrenzither: Die Saiten befinden sich an der Außenseite einer Rinne oder Röhre. Die ursprünglichsten Zithern sind idiochord, das heißt, die Saiten bestehen aus demselben Material wie der Korpus, aus dem sie herausgeschnitten sind. Das am weitesten verbreitete Material für Röhrenzithern ist Bambus. Die Vollröhrenzithern aus Bambus werden in zwei Gruppen eingeteilt: mehrsaitige, mit den Fingern gezupfte Zithern zur Melodiebildung und meist ein- oder zweisaitige Perkussionsinstrumente, deren Saiten mit Stöckchen geschlagen werden. Zur ersten Gruppe gehören die valiha in Madagaskar, die sasando auf der indonesischen Insel Roti und die kolitong im Norden der Philippinen. Zur zweiten Gruppe gehören die celempung bambu (auch celempung tunggal) und die dreisaitige gumbeng auf Java, die einsaitige guntang auf Bali sowie in Nordostindien die gintang und die chigring. Die zweisaitige idiochorde Bambusröhrenzither yalambar im Osten Nepals wird rhythmisch verwendet, aber mit den Fingern gezupft. In Vietnam bestand die einsaitige đàn bầu früher aus einer Bambusröhre, heute ist ihr Resonanzkörper ein schmaler rechteckiger Kasten.
- Halbröhrenzithern bestehen in der einfachsten Form aus einer längs gespaltenen Bambusröhre. Halbe Bambusröhren gelten als die Vorläufer der in Ostasien und Zentralasien weit verbreiteten Wölbbrettzithern. Die Wölbbrettzithern werden hauptsächlich wegen ihrer Herkunft dieser Gruppe zugeordnet, auch wenn sie generell nicht aus einer halben Röhre, sondern meist aus einem Resonanzkasten mit einer gewölbten Decke oder beim älteren Typ aus einem flach gewölbten Brett bestehen. Die Wölbbrettzithern werden in die kleinere Gruppe der Griffbrettzithern unterteilt, zu denen die chinesische guqin gehört, und in die größere Gruppe der griffbrettlosen Zithern, deren Saiten nicht verkürzt werden. Beispiele hierfür sind guzheng und se in China, yatga in der Mongolei, jetigen in Kasachstan, koto und wagon in Japan, gayageum und ajaeng in Korea und đàn tranh in Vietnam. Nur eine Saite besitzt die ichigenkin in Japan.
- Floßzithern bestehen aus mehreren parallel verbundenen Röhren (meist Bambusröhren) mit jeweils einer Saite und kommen hauptsächlich in Afrika und Südostasien vor.
- Schalenzither: Sie werden auch Trogzithern genannt. Die Saiten laufen frei über ein meist flach-schalenförmig geformtes Holzbrett. Mehrsaitige gezupfte Schalenzithern sind auf Ostafrika beschränkt. Die breite inanga ist im ostafrikanischen Zwischenseengebiet von Burundi bis zur Insel Ukerewe im Victoriasee verbreitet. Die etwa ein Meter lange, schlanke ligombo kommt in Zentralthansania vor. Ein anderer Typ sind einsaitige, mit einem kurzen Bogen gestrichene Schalenzithern, zu denen die tshidzholo und die segankuru im südlichen Afrika gehören.
- Rahmenzither: Die Saiten sind innerhalb eines Rahmens gespannt. Instrumente dieser Kategorie sind bei den Kru in Liberia und anderen Ethnien in den westafrikanischen Nachbarländern bekannt.
- Bordunzithern gehören zu den Griffbrettzithern, bei denen neben einer oder zwei Melodiesaiten, die durch Niederdrücken auf Bünde verkürzt werden, eine Reihe weiterer Saiten angeordnet sind, die leer gezupft werden und einen begleitenden Bordunton produzieren. Hierzu zählen historische Instrumente wie das süddeutsche Scheitholt, der Dulcimer und die norddeutsche Hummel sowie die norwegische langeleik, das isländische langspil und die ungarische citera.
- Brettzither: Die Brettzithern, deren Urform die Erdzither ist, lassen sich unterteilen in Griffbrettzithern (wie die Streichzither) und griffbrettlose Zithern (wie das Psalterium und Saitenklaviere wie das Hammerklavier). Die bangwe ist eine Brettzither in Malawi.
- Kastenzither: Sie bilden in der Hornbostel-Sachs-Systematik eine Untergruppe der Brettzithern. Die Saiten laufen über einen aus Brettern zusammengefügten Kasten. Zu dieser bekanntesten Gruppe gehören die alpenländischen Zithern, die Akkordzither, die Autoharp, die Äolsharfe, das Hackbrett, die Hummel und die Scherrzither, die flügelförmige finnische Kantele, die ukrainische Lautenzither Bandura, die orientalische Trapezzither kanun, die persisch-indische Santur sowie kacapi und celempung, bootsförmige Kastenzithern auf Java. Die Violinzither wird mit einem Bogen gestrichen. In England wurde die Schwungzither im 18. und 19. Jahrhundert während des Spiels hin- und herbewegt, um einen besonderen schwebenden Klang zu erzeugen.
- Tastenzither: Anfang des 20. Jahrhunderts eingeführte Brett- oder Kastenzithern, deren Melodiesaiten mit einer über den Saiten befindlichen Tastenmechanik verkürzt werden. Hierzu gehören in Japan die taishōgoto und in Nordindien und Pakistan die bulbultarang.

Sonderformen zwischen Zither und Harfe, bei denen hinter den freien Saiten einer Harfe ein flacher Resonanzkörper hinzugefügt wird, sind in Europa seit dem 10./11. Jahrhundert auf Abbildungen überliefert. Die in der Neuzeit Spitzharfe oder Zwitscherharfe genannten Instrumente besaßen seit dem 13. Jahrhundert doppelt bezogene Saiten mit einem Schallkasten zwischen beiden Saitenebenen. Sie standen senkrecht auf dem Tisch und wurden wie eine Harfe mit den Händen von beiden Seiten gezupft. Spitzharfen waren noch einmal im 17. und 18. Jahrhundert beliebt.